# Алленсвілл (Кентуккі)
Алленсвілл (англ. Allensville) — переписна місцевість (CDP) в США, в окрузі Тодд штату Кентуккі. Населення — 175 осіб (2020).

## Географія
Алленсвілл розташований за координатами 36°42′55″ пн. ш. 87°4′1″ зх. д. / 36.71528° пн. ш. 87.06694° зх. д. (36.715291, -87.066987).  За даними Бюро перепису населення США в 2010 році переписна місцевість мала площу 2,43 км², з яких 2,42 км² — суходіл та 0,01 км² — водойми.

## Демографія
Згідно з переписом 2010 року, у місті мешкало 157 осіб у 64 домогосподарствах у складі 42 родин. Густота населення становила 65 осіб/км².  Було 71 помешкання (29/км²).
Расовий склад населення:
| - 78,3 % — білих - 18,5 % — чорних або афроамериканців |

До двох чи більше рас належало 3,2 %. Частка іспаномовних становила 2,5 % від усіх жителів.
За віковим діапазоном населення розподілялося таким чином: 20,4 % — особи молодші 18 років, 66,2 % — особи у віці 18—64 років, 13,4 % — особи у віці 65 років та старші. Медіана віку мешканця становила 45,1 року. На 100 осіб жіночої статі у місті припадало 84,7 чоловіків;  на 100 жінок у віці від 18 років та старших — 92,3 чоловіків також старших 18 років.
Середній дохід на одне домашнє господарство  становив 32 128 доларів США (медіана — 28 125), а середній дохід на одну сім'ю — 26 858 доларів (медіана — 20 313). За межею бідності перебувало 32,1 % осіб, у тому числі 63,6 % дітей у віці до 18 років та 0,0 % осіб у віці 65 років та старших.
Цивільне працевлаштоване населення становило 44 особи. Основні галузі зайнятості: сільське господарство, лісництво, риболовля — 31,8 %, фінанси, страхування та нерухомість — 29,5 %, публічна адміністрація — 18,2 %, будівництво — 9,1 %.